# スティルウォーター (映画)
『スティルウォーター』（Stillwater）は、2021年のアメリカ合衆国の犯罪ドラマ映画。マーカス・ヒンチー、トーマス・ビデゲイン、ノエ・ドゥブレと共同で執筆した脚本を、トム・マッカーシーが監督した作品で、出演はマット・デイモン、カミーユ・コッタン、アビゲイル・ブレスリンなど。フランス留学中に殺人罪で収監された娘の無実を証明するために、真犯人捜しに奔走する米国人の父親を描いている。
2021年7月30日にフォーカス・フィーチャーズから公開された。
2024年4月16日、パーティシパントは2023年のハリウッド労働争議により事業を停止したため、日本におけるアンブリン・パートナーズにおいて、パーティシパントが製作を担当する最後の作品となる。

## ストーリー
オクラホマ州スティルウォーターに住むビル・ベイカー（マット・デイモン）は、石油採掘の作業員だったが失業し、酒と麻薬に溺れた挙げ句に刑務所暮しも経験した。娘のアリソン（アビゲイル・ブレスリン）はマルセイユでの留学中に同性の恋人リナを殺した罪に問われ、9年の刑を受けて、既に4年を獄中で過ごしていた。無実を訴え、面会に来た父のビルに手紙を託すアリソン。それは弁護士宛の手紙で、真犯人はアキームという若い男だと記されていた。しかし、貧しさ故に弁護士から相手にされないビル。
滞在中のホテルで、シングルマザーのヴィルジニー（カミーユ・コッタン）と知り合うビル。自力で真犯人のアキームを探そうとするビルに、フランス語の通訳として協力するヴィルジニー。だが、アキームが住むカリステ地区は麻薬の売人の巣窟で、よそ者は入り込めなかった．ヴィルジニーとエマの家に間借りし、家族のような関係を築きながら、調査を進めるビル。だが、恋人リナの死に責任を感じているアリソンが獄中で自殺未遂を起こした。
アキームを見つけ出し、拉致するビル。アパートの地下室にアキームを監禁したビルは、DNAの鑑定用にアキームの髪を採取し、詰問した。片言の英語で真相を話すアキーム。殺しを依頼したのはアリソンで、アキームは前金として“スティルウォーター”と刻まれたネックレスを受け取ったという。そのネックレスは、ビルがアリソンに贈った品だった。
アキームが地下室にいる事を知り、警察の捜査が入る前にアキームを逃がすヴィルジニー。だが、ヴィルジニーは相愛だったビルと縁を切り、彼をアメリカに追い返した。アキームの行方は知れなかったが、DNAが現場の残留物と一致し、保釈されるアリソン。そんなアリソンに真実を尋ねるビル。殺すとは思わず、リナと別れる為にアキームを雇ったと答えるアリソン。アリソンを自宅に迎え入れ、元の生活に戻るビル。だが、ビルの周囲から平安な世界は消え去っていた。

## キャスト
※括弧内は日本語吹替。
- ビル・ベイカー - マット・デイモン（平田広明）

オクラホマ州、スティルウォーターで働くアリソンの父。娘の無実を晴らすためにフランス・マルセイユへと渡る。
- アリソン・ベイカー - アビゲイル・ブレスリン（白石涼子）

ビルの疎遠の娘。留学先のフランスにてガールフレンドを殺害した罪で逮捕される。
- ヴィルジニー - カミーユ・コッタン（八十川真由野）

シングルマザー（未婚の母）の舞台女優。ビルを助ける。
- マヤ - リルー・シュヴォー（久野美咲）

ヴィルジニーの娘。ビルに懐く。
- シャロン - ディアナ・ダナガン（英語版）（沢田敏子）

ビルの亡妻の母。アリソンの祖母で育ての親。
- アキーム - イディル・アズーリ（坂田明寛）

真犯人であるとアリソンが考えている男。
- ルパルク - アンヌ・ル・ニ（フランス語版）（塩田朋子）

アリソンの弁護士。
- ディローザ - ムーサ・マースクリ（フランス語版）（楠見尚己）

元警官。金目的でビルに協力。
- パトリック・オコネドー - ウィリアム・ナディラム（フランス語版）

アリソンが留学した大学の教員。

## 製作
2019年7月、トム・マッカーシーが脚本・監督を務め、マット・デイモンが主演することが発表された。同月下旬にはアビゲイル・ブレスリンがキャストに加わり、2019年8月に撮影が開始された。9月にはカミーユ・コッタンがキャストに加わった。マイケル・ダナが本作のスコアを作曲した。撮影はオクラホマとマルセイユでロケを行った。

## 公開
2021年7月30日に公開された。以前は2020年11月6日に公開される予定だったが、COVID-19パンデミックの影響を受け、スケジュールから外された。

## 作品の評価
Rotten Tomatoesによれば、191件の評論のうち高評価は74%にあたる142件で、平均点は10点満点中6.6点、批評家の一致した見解は「『スティルウォーター』は完璧ではないが、知的なテーマに対する思慮深いアプローチ、そして主演俳優の力強い演技が、このタイムリーなドラマに着実な力を与えている。」となっている。Metacriticによれば、41件の評論のうち、高評価は22件、賛否混在は17件、低評価は2件で、平均点は100点満点中60点となっている。

## アマンダ・ノックスの反応
本作はアマンダ・ノックスの実話から着想を得ていると指摘されており、その観点から強く批判されている。ノックス本人は自らのTwitterにおいて本作（とその制作者らが）自分の冤罪事件の実話を利用して不当に利益を得ていると批判し、その上で「私の無実、私の完全な無関与をフィクション化し、私の不当判決における当局の役割を消し去ることによって、マッカーシーは、有罪で信頼できない人間としての私のイメージを強化している」と述べている。